# Голеньово (заповідне урочище)
Голеньо́во — лісове заповідне урочище в Україні. Розташоване в межах Менського району Чернігівської області, на південний захід від села Гориця. 
Площа 102 га. Статус присвоєно згідно з рішенням Чернігівського облвиконкому від 08.09.1958 року № 861; від 10.06.1972 року № 303; від 31.07.1991 року № 159. Перебуває у віданні ДП «Чернігівське лісове господарство (Березнянське л-во, кв. 49). 
Статус присвоєно для збереження мальовничого заплавного лісу на правобережжі річки Десна. У деревостані переважають: вільха сіра, вільха чорна, верба. Також зростають вікові дуби, осокори, в'язи. Є багато видів лікарських рослин. Місце гніздування шулік, сов та інших птахів. 